# Asthenotricha
Asthenotricha är ett släkte av fjärilar. Asthenotricha ingår i familjen mätare.

## Bildgalleri

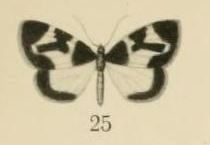
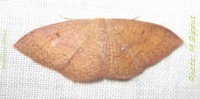

## Dottertaxa tillAsthenotricha, i alfabetisk ordning[1]
- Asthenotricha amblycoma
- Asthenotricha anisobapta
- Asthenotricha ansorgei
- Asthenotricha barnsae
- Asthenotricha comosissima
- Asthenotricha deficiens
- Asthenotricha dentatissima
- Asthenotricha euchroma
- Asthenotricha flavicoma
- Asthenotricha furtiva
- Asthenotricha inutilis
- Asthenotricha lophoptera
- Asthenotricha malostigma
- Asthenotricha nesiotes
- Asthenotricha parabolica
- Asthenotricha polydora
- Asthenotricha proschora
- Asthenotricha psephotaenia
- Asthenotricha pycnoconia
- Asthenotricha pythia
- Asthenotricha quadrata
- Asthenotricha semidivisa
- Asthenotricha serraticornis
- Asthenotricha straba
- Asthenotricha strangulata
- Asthenotricha tamsi
- Asthenotricha torata
- Asthenotricha tripogonias
- Asthenotricha unipecten